# National World War I Museum and Memorial
Il National World War I Museum and Memorial è un museo dedicato alla prima guerra mondiale che si trova a Kansas City, Missouri.
Aperto al pubblico come Liberty Memorial Museum nel 1926, è stato designato nel 2004 dal Congresso degli Stati Uniti come museo ufficiale americano dedicato alla prima guerra mondiale. Il museo e il memoriale sono gestiti da un'organizzazione no profit in collaborazione con il Board of Parks and Recreation Commissioners di Kansas City. Il 20 settembre 2006 è stato inserito nella National Register of Historic Places e National Historic Landmark. Il museo è stato riaperto al pubblico nel dicembre 2006 dopo un ampliamento. 

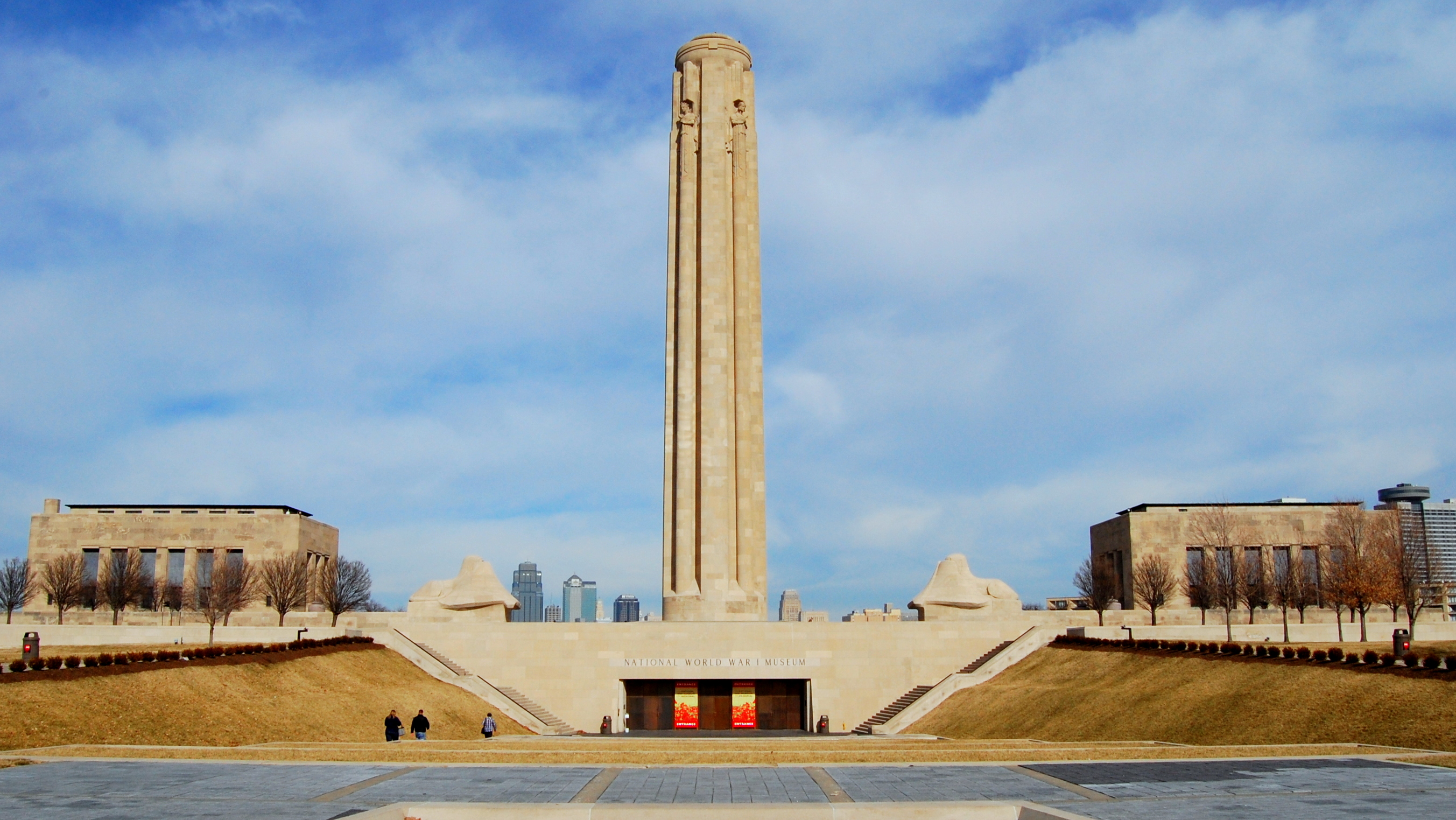

Il museo racconta la storia della Grande Guerra e dei relativi eventi dalle origini prima del 1914 fino all'armistizio del 1918 e alla Conferenza di pace di Parigi del 1919. Allo spazio espositivo posto all'interno della struttura di 3000 metri quadrati vi si accede attraverso un ponte di vetro posto sopra un campo di 9000 papaveri rossi. Il museo è aperto tutti i giorni dalle 10:00 alle 17:00.